# بلايني هيغز
بلايني هيغز هو مهندس وسياسي كندي، ولد في 1 مارس 1954 في Woodstock, New Brunswick ‏ في كندا. نشط حزبياً في الحزب التقدمي المحافظ في نيو برونزويك ‏. وقد انتخب Premier of New Brunswick ‏ (9 نوفمبر 2018 – ) وانتخب عضو الجمعية التشريعية لنيو برونزويك ‏ عن دائرة Quispamsis ‏ خلال فترته النيابية ‏ (27 سبتمبر 2010 – ).